# Haidgau
Haidgau ist ein Stadtteil von Bad Wurzach im baden-württembergischen Landkreis Ravensburg in Deutschland.

## Lage
Haidgau liegt westlich von Bad Wurzach bzw. dem Naturschutzgebiet Wurzacher Ried, direkt an der Ostseite des Haisterkircher Rücken. Der Ort befindet sich an der Landesstraße L300, welche Haidgau mit Haisterkirch verbindet, diese führt über den Haidgauer Berg, einen Abschnitt des Haisterkircher Rücken, und stellt die einzige Straße mit Fahrspuren in beide Richtungen über diesen Höhenzug dar. Zudem liegt Haidgau nördlich des Naturschutzgebietes Rohrsee.
Die Gemarkung Haidgau umfasst große Teile des Wurzacher Rieds, welches von der EU als europäisches Vogelschutz- und FFH-Gebiet („Natura 2000“) ausgewiesen wurde.

## Geschichte
Haidgau wurde erstmals 797 urkundlich erwähnt und ist somit eine der ältesten Ansiedlungen in Oberschwaben. 1362 erwarb die Prämonstratenserabtei Rot an der Rot das Patronat in Haisterkirch, zu dem auch Haidgau, Gwigg und Molpertshaus als Filialen gehörten. Dort verblieb Haidgau bis zur Säkularisation 1803. Am Ort existierte früher ein Unternehmen zum Torfabbau, dessen Feldbahn und Gebäude größtenteils erhalten und durch die Torfbahn im Wurzacher Ried erschlossen sind. Zudem ist von Haidgau aus der Zugang ins Wurzacher Ried möglich.
Am 1. Januar 1973 wurde Haidgau nach Bad Wurzach eingemeindet.

## Bauwerke
In Haidgau befindet sich die Pfarrkirche St. Nikolaus, die vom Mittelalter bis 1803 von Prämonstratensern aus Rot an der Rot betreut wurde. Die kirchliche Gemeinde gehört zum Dekanat Allgäu-Oberschwaben in der Diözese Rottenburg-Stuttgart. Der Ort verfügt über eine Grundschule und Kindergarten. Im Ort gibt es eine Schalmeiengruppe (D’Hoigamer Schtroßa hup’r e. V.), einen Musikverein, Narrenzunft und eine Blutreitergruppe.

## Infrastruktur
Haidgau verfügt über einen Kindergarten mit zwei Gruppen für maximal 50 Kinder. Im Rathaus ist die Ortschaftsverwaltung untergebracht, ebenso ist die Bücherei von Haidgau im Rathaus untergebracht.

### Sport- und Freizeitanlagen
- Turn- und Festhalle (Dorfmitte)[5]
- Schützenhaus (Westrand, Weg Richtung St. Sebastiane)[6]
- Sportplatz (außerhalb Richtung Riedschmiede)
- Spielplatz (direkt am Sportplatz)

## Vereine
- Musikkapelle Haidgau e. V.
- Narrenzunft Haidgau e. V.
- Schützenverein Haidgau e. V.
- Sportgemeinschaft Haidgau e. V.

## Literatur

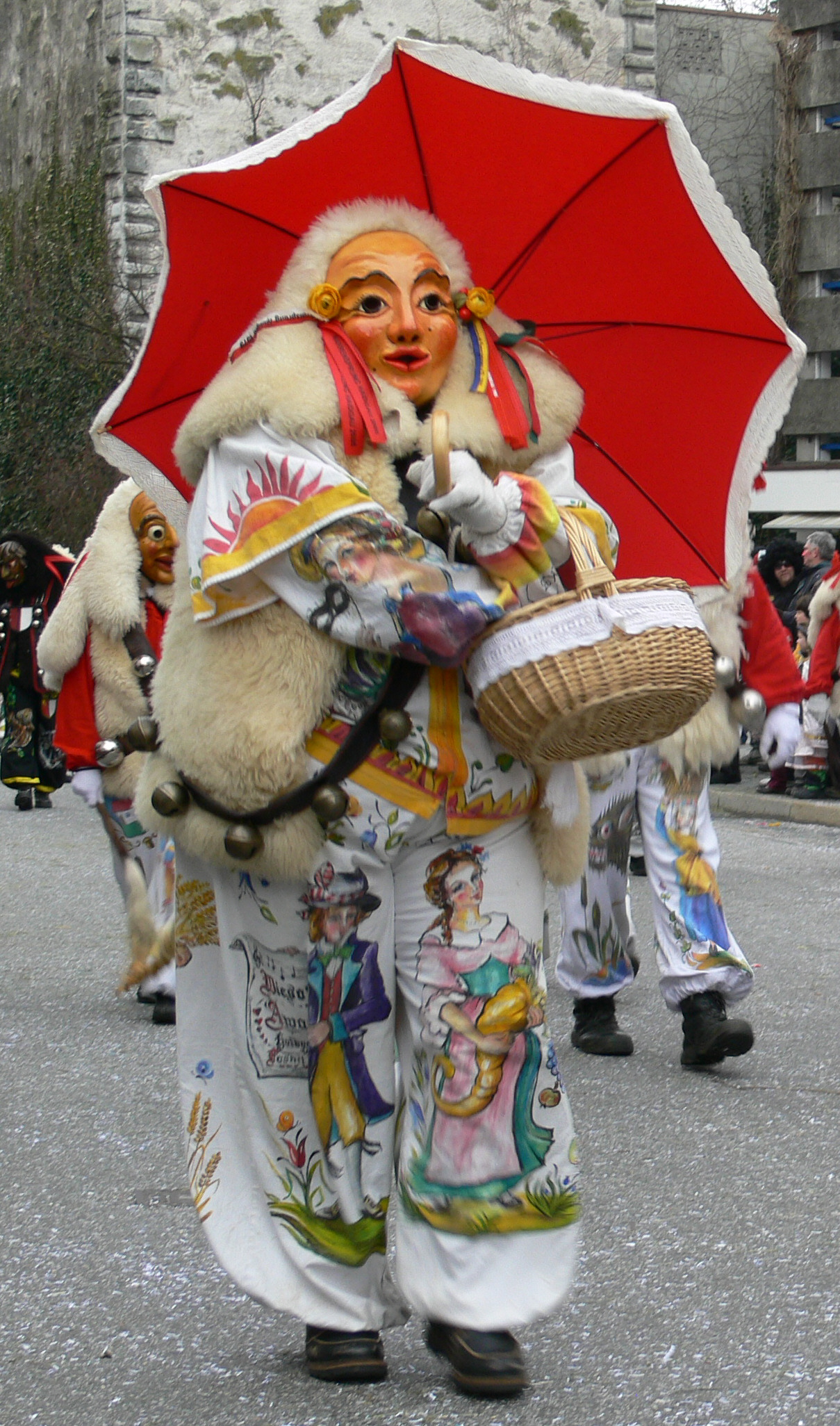
Narr im Häs der Haidgauer Narrenzunft Chadaloh